# Christmas Saves the Year
《Christmas Saves the Year》是美国音乐组合Twenty One Pilots创作并录制的一首圣诞单曲。于2020年12月8日，在COVID-19大流行期间通过Fueled by Ramen发布，歌曲表达了即使在动荡的一年中，仍然可以在圣诞节找到乐观的想法。

## 背景
《Christmas Saves the Year》是在主唱Tyler Joseph的家庭工作室里创作和录制的。Twenty One Pilots在主唱Tyler Joseph参加奇波雷挑戰者堡垒之夜系列赛为願望成真基金筹款的Twitch直播结束后首次公开了这首歌曲，此前他曾在直播中为观众预告了“一份礼物”。
最初不愿写圣诞节歌的约瑟夫因“通过一个小女孩的视角体验圣诞节”受到启发。曲目的声音受到一种叫美乐特朗的乐器的启发。

## 音樂
约瑟夫从他“住在一些大城市的小公寓的朋友”的角度写了这首歌，他們“正在权衡今年是否应该见家人的选择”。

## 音乐影片
直播结束后，歌曲在各音樂流播平台上線，一支可视化器影片在YouTube上放映。该影片由Johnny Chew导演和制作动画。